# GCatholic.org
GCatholic.org je soukromá online databáze biskupů a diecézí římskokatolické církve (latinské církve a východních východních katolických církví). Za projekt GCatholic.org je zodpovědný Kanaďan Gabriel Chow z Toronta, novinář televize Salt+Light. Tato webová stránka je soukromým projektem a není podporována oficiálními církevními organizacemi.

## Historie
Stránky byly poprvé zpřístupněny veřejnosti na slavnost Neposkvrněného početí Panny Marie 8. prosince 1997. Tyto webové stránky byly zasvěceny Neposkvrněnému početí Panny Marie.